# Johann Gärtner (Politiker)
Johann Karl Gärtner (* 1. September 1950 in Augsburg) ist ein deutscher Politiker. Er war von 2014 bis 2016 Bundesvorsitzender der rechtskonservativen Republikaner.

## Leben
Gärtner absolvierte eine Berufsausbildung als Schreiner und als Kaufmann. 1987 trat er den Republikanern bei. Von 1987 bis 1994 war er Kreisvorsitzender im Landkreis Aichach-Friedberg, von 1990 bis 1995 Bezirksvorsitzender in Schwaben. Von 1994 bis 2017 war Gärtner Landesvorsitzender von Bayern. Von 1997 bis 2014 war er stellvertretender Bundesvorsitzender der Republikaner und in dieser Funktion geschäftsführend tätig. Am 16. August 2014 wurde er auf dem Bundesparteitag in Rosenheim als Nachfolger von Rolf Schlierer zum Bundesvorsitzenden gewählt. Auf dem Bundesparteitag am 5. November 2016 in Bächingen verzichtete er auf eine erneute Kandidatur. Zu seinem Nachfolger wurde Kevin Krieger gewählt.
Kommunalpolitisch war Gärtner ab 1990 Kreisrat im Landkreis Aichach-Friedberg. Von 1992 bis 2014 war er Aufsichtsrat der Kreiswohnbau.
Für Gärtner ist die islamfeindliche und rechtspopulistische Organisation Pegida ein „Aufstand der Anständigen gegen unanständige Politik und Medienlügen“.
Gärtner ist katholisch, verheiratet und hat zwei Kinder.